# Lockhartia
Lockhartia, viết tắt Lhta. là một chi orchids (họ Orchidaceae) và là chi duy nhất của liên minh Lockhartia. Có khoảng 30 loài, phân bố từ 30 loài, phân bố từ México qua phía bắc Nam Mỹ, cũng như ở Trinidad.

## Các loài
1. Lockhartia acuta (Lindl.) Rchb.f.
2. Lockhartia amoena Endres & Rchb.f.
3. Lockhartia bennettii Dodson
4. Lockhartia chocoensis Kraenzl.
5. Lockhartia dipleura Schltr.
6. Lockhartia galeottiana Soto Arenas
7. Lockhartia genegeorgei D.E.Benn. & Christenson
8. Lockhartia goyazensis Rchb.f.
9. Lockhartia hercodonta Rchb.f. ex Kraenzl.
10. Lockhartia imbricata (Lam.) Hoehne
11. Lockhartia ivainae M.F.F.Silva & A.T.Oliveira
12. Lockhartia latilabris C.Schweinf.
13. Lockhartia lepticaula D.E.Benn. & Christenson
14. Lockhartia longifolia (Lindl.) Schltr.
15. Lockhartia ludibunda Rchb.f.
16. Lockhartia lunifera (Lindl.) Rchb.f.
17. Lockhartia micrantha Rchb.f.
18. Lockhartia niesseniae Kolan. & O.Pérez
19. Lockhartia oblongicallosa Carnevali & G.A.Romero
20. Lockhartia obtusata L.O.Williams
21. Lockhartia odontochila Kraenzl.
22. Lockhartia oerstedii Rchb.f.
23. Lockhartia parthenocomos (Rchb.f.) Rchb.f.
24. Lockhartia pittieri Schltr.
25. Lockhartia schunkei D.E.Benn. & Christenson
26. Lockhartia serra Rchb.f.
27. Lockhartia triangulabia Ames & C.Schweinf.
28. Lockhartia tuberculata D.E.Benn. & Christenson
29. Lockhartia variabilis Ames & C.Schweinf.
30. Lockhartia viruensis E.M.Pessoa & M.Alves

## Hình ảnh

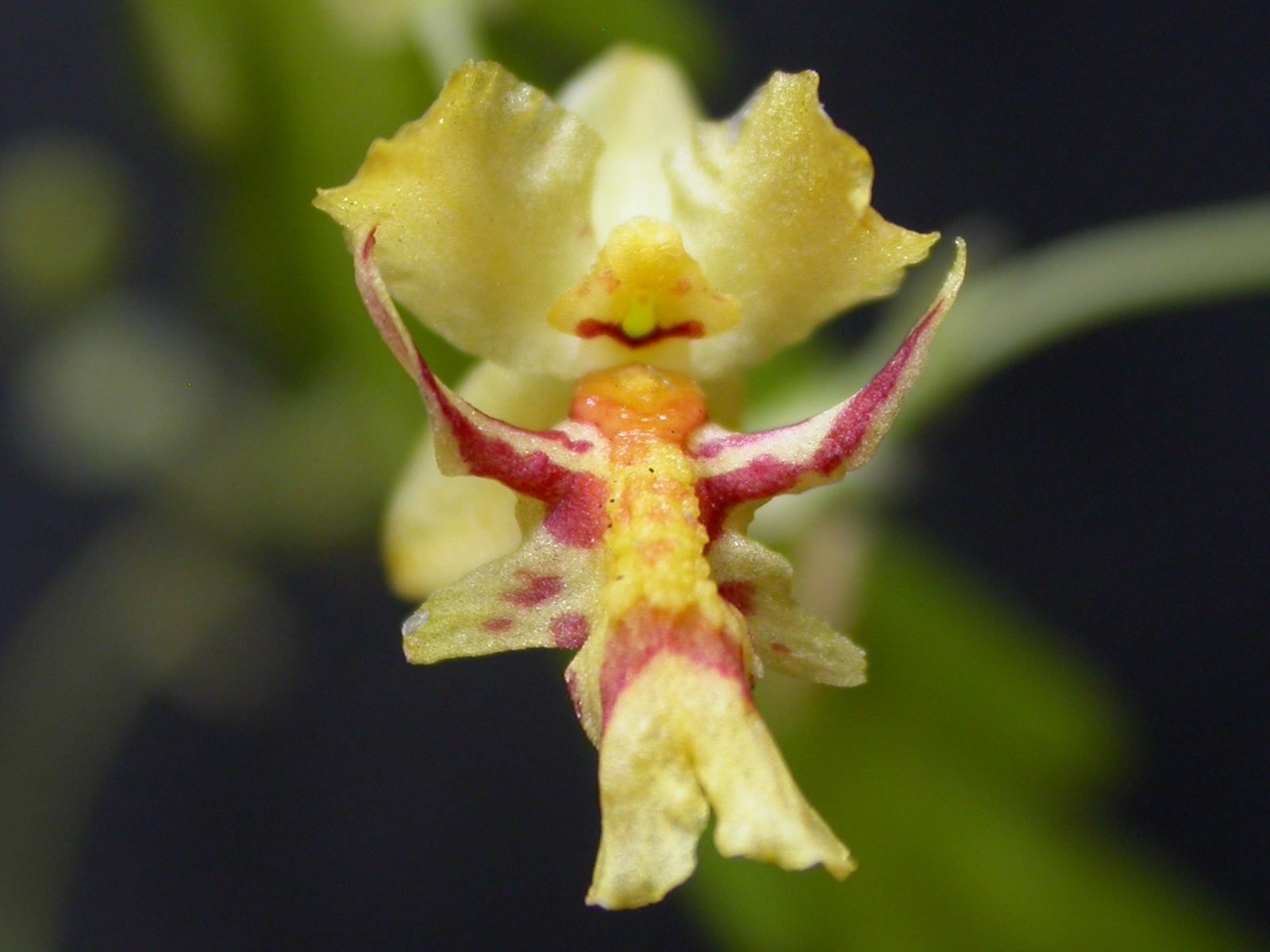